# Chupim-mulato
Vaqueiro-de-cabeça-castanha ou chupim-mulato (Molothrus ater) é um pequeno icterídeo parasita de ninhada, nativo da América do Norte temperada e subtropical. É um residente permanente na parte sul da sua área de distribuição. As aves do norte migram para o sul dos Estados Unidos e para o México no inverno, regressando ao seu habitat de verão por volta de março ou abril.

## Taxonomia
O chupim-mulato foi descrito pelo polímata francês Georges-Louis Leclerc, conde de Buffon, em 1775, na sua Histoire Naturelle des Oiseaux, a partir de um espécime recolhido nas Carolinas. A ave foi também ilustrada numa placa colorida à mão gravada por François-Nicolas Martinet nos Planches Enluminées D'Histoire Naturelle, produzidos sob a supervisão de Edme-Louis Daubenton para acompanhar o texto de Buffon. Nem a legenda da placa nem a descrição de Buffon incluíam um nome científico, mas em 1783, o naturalista holandês Pieter Boddaert cunhou o nome binomial Oriolus ater no seu catálogo dos Planches Enluminées. O chupim-mulato é agora colocado no género Molothrus, que foi introduzido pelo naturalista inglês William John Swainson em 1832, sendo o chupim-multato a espécie-tipo. O nome do género combina o grego antigo mōlos que significa "luta" ou "batalha" com thrōskō que significa "gerar" ou "impregnar". O nome específico ater é uma palavra latina que significa "preto baço". O nome inglês "cowbird", registado pela primeira vez em 1839, refere-se ao facto de esta espécie ser frequentemente observada perto de gado.
São reconhecidas três subespécies:
- M. a. artemisiae (Grinnell, 1909) – interior oeste do Canadá e oeste dos EUA
- M. a. obscurus (Gmelin, 1789) – litoral do Alasca, Canadá, EUA e noroeste do México
- M. a. ater (Boddaert, 1783) – sudeste do Canadá, leste e centro dos EUA e nordeste do México

## Descrição
O chupim-mulato um típico icterídeo na sua forma geral, mas distingue-se pela sua cabeça e bico semelhantes aos de um tentilhão e pelo seu tamanho mais pequeno. O macho adulto é de cor preta iridescente com uma cabeça castanha.
A fêmea adulta é ligeiramente mais pequena, de cor cinzenta opaca, com a garganta pálida e estrias muito finas nas partes inferiores. O seu comprimento total é de 16 a 22 centímetros e a envergadura média das asas é de 36 centímetros. A massa corporal pode variar entre 30a 60 gramas, com uma média de 38,8 gramas para as fêmeas e 49 gramas para os machos.

## Distribuição e habitat
Esta espécie vive em campo aberto ou semiaberto e desloca-se frequentemente em bandos, por vezes misturados com graúnas-de-asa-vermelha (sobretudo na primavera) e tristes-pia (sobretudo no outono), bem como com rabo-de-quilha ou estorninhos-malhado. Estas aves alimentam-se no solo, seguindo frequentemente os animais de pasto, como os cavalos e o gado bovino, para apanhar os insectos que os animais de maior porte agitam. Alimentam-se principalmente de sementes, insectos e, raramente, de bagas.
Antes da colonização europeia, os chupins-mulato seguiam as manadas de bisontes pelas pradarias. A sua população expandiu-se com a limpeza das áreas florestais e a introdução de novos animais de pasto pelos colonos em toda a América do Norte. Atualmente, é comum vê-los nos comedouros suburbanos.
Em 2012, os chupins-mulato no noroeste do condado de Riverside, Califórnia, deram positivo para o vírus do Nilo Ocidental.

## Comportamento e ecologia

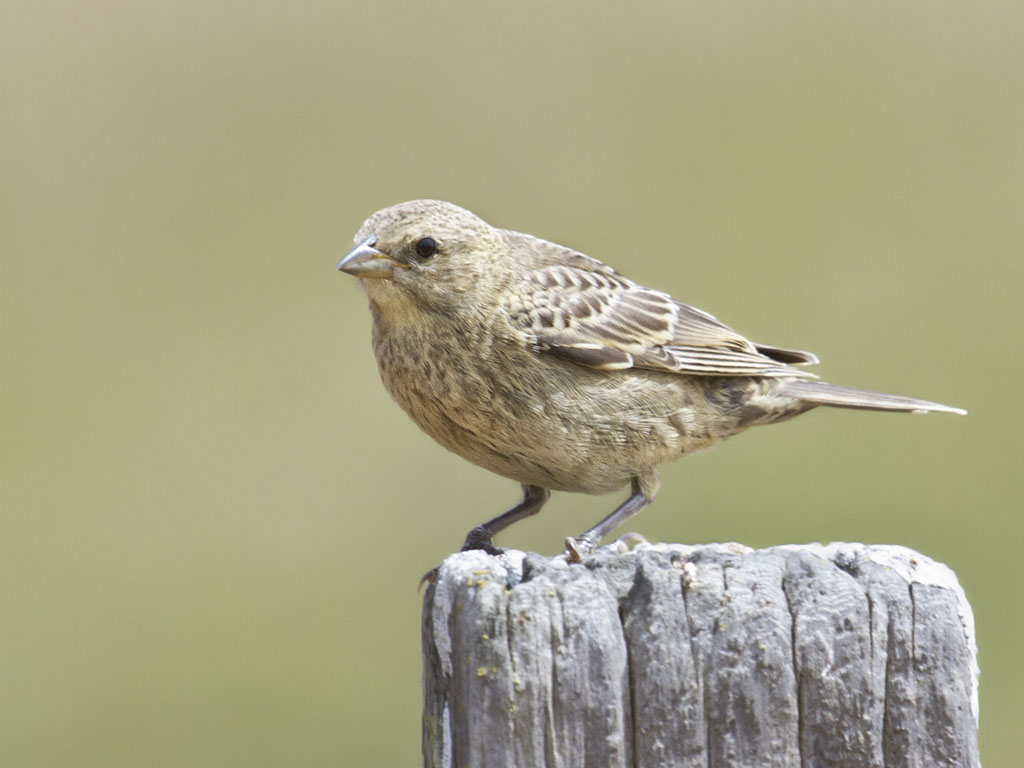
Pássaro jovem na California

### Parasitismo de ninhada
O chupim-mulato é um parasita de ninhada obrigatório. Deposita os seus ovos nos ninhos de outros pequenos passeriformes, em particular daqueles que constroem ninhos em forma de taça. Os ovos do chupim-mulato foram documentados em ninhos de pelo menos 220 espécies hospedeiras, incluindo beija-flores e aves de rapina. Sabe-se que mais de 140 espécies diferentes de aves criaram crias de periquitos. O jovem periquito é alimentado pelos progenitores hospedeiros à custa das suas próprias crias. As fêmeas de periquito podem pôr até 36 ovos numa estação.[carece de fontes?]

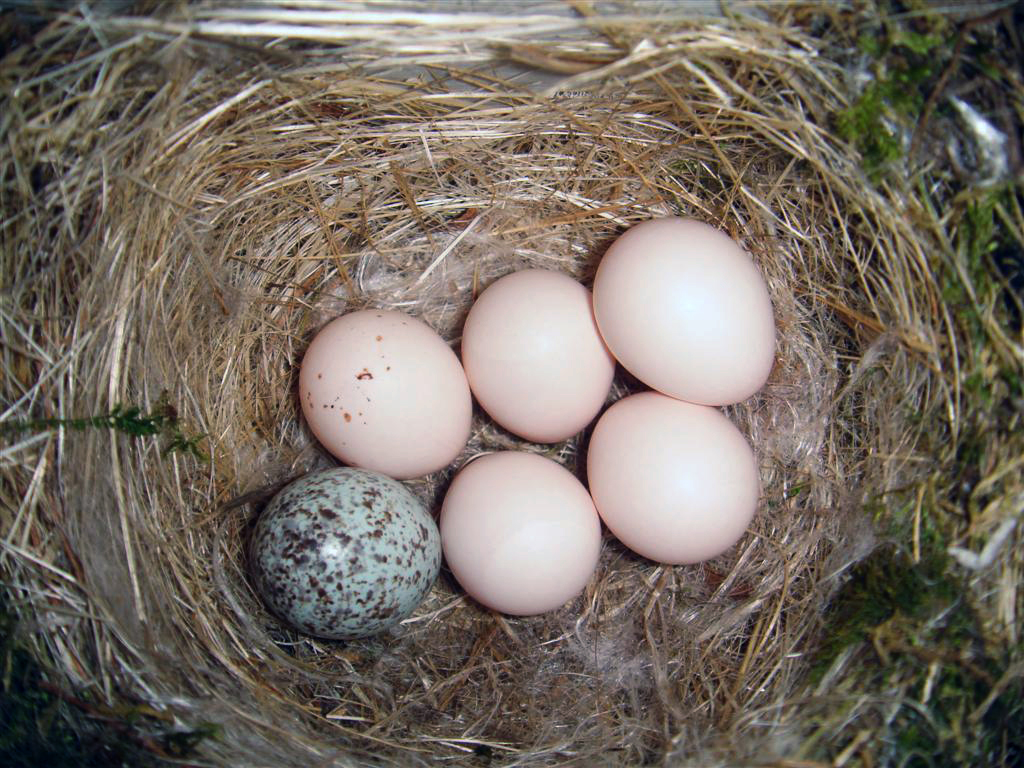
Ninho de piuí com um ovo de chupim-mulato
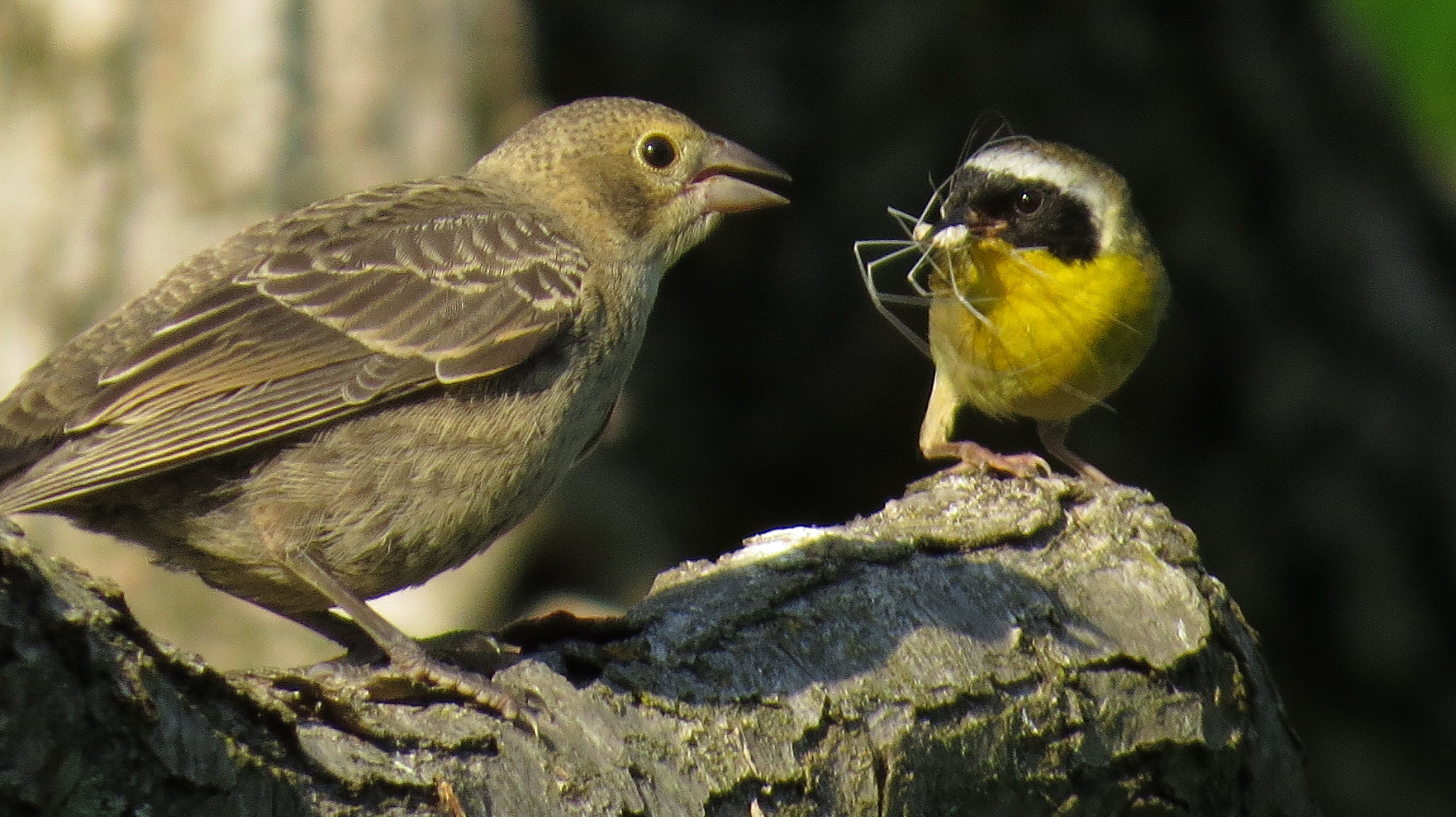
Mariquita-de-mascarilha alimentando um jovem chupim-mulato

#### Resposta do anfitrião
Algumas espécies hospedeiras, como o pintarroxo-mexicano, alimentam as suas crias com uma dieta vegetariana. Esta dieta não é adequada para as crias do chupim-mulato, o que significa que poucas sobrevivem até ao nascimento. Aceitar um ovo de chupim-mulato e criar uma cria de chupim-mulato pode ser dispendioso para uma espécie hospedeira. Na mariquita-de-rabo-vermelho, verificou-se que os ninhos parasitados por chupins tinham uma taxa de predação mais elevada, provavelmente devido, em parte, aos fortes apelos do ninho de chupins, mas também parcialmente explicado pelo facto de os ninhos susceptíveis de serem parasitados serem também mais susceptíveis de serem predados.(p199)
Ao contrário do cuco-canoro, o chupim-mulato não se divide em gentes cujos ovos imitam os de um determinado hospedeiro. As espécies hospedeiras por vezes apercebem-se do ovo do chupim-mulato, sendo que os diferentes hospedeiros reagem ao ovo de formas diferentes. Alguns, como o caça-mosquitos-azulado, abandonam o ninho, perdendo também os seus próprios ovos.
Outros, como a mariquita-amarela, enterram o ovo estranho debaixo do material do ninho, onde este perece. O debulhador-castanho ejecta fisicamente o ovo do ninho. Experiências efectuadas com o miador-cinzento, um conhecido hospedeiro do chupim, mostraram que esta espécie rejeita os ovos do chupim em mais de 95% das vezes.
Para esta espécie, o custo de aceitar ovos de chupim (ou seja, a perda dos seus próprios ovos ou filhotes por inanição ou pelas ações do chupim) é muito superior ao custo de rejeitar esses ovos (ou seja, quando o hospedeiro pode ejetar acidentalmente o seu próprio ovo). Por vezes, os ninhegos de chupim-mulato são também expulsos do ninho. Os ninhegos das espécies hospedeiras também podem alterar o seu comportamento em reação à presença de um ninhego de periquito.

#### Resposta do parasita
Os filhotes de tico-tico-musical em ninhos parasitados alteram as suas vocalizações em frequência e amplitude, de modo a assemelharem-se ao filhote de chupim, e estes filhotes tendem a ser alimentados com a mesma frequência que os filhotes em ninhos não parasitados.
O chupim-mulato parece verificar periodicamente os seus ovos e crias depois de os ter depositado. A remoção do ovo parasitado pode desencadear uma reação de retaliação designada por "comportamento mafioso". De acordo com um estudo, o chupim voltou a roubar os ninhos de uma série de espécies hospedeiras 56% das vezes em que o seu ovo foi retirado. Além disso, a ave destruiu também os ninhos numa espécie de "comportamento agrícola" para forçar os hospedeiros a construir novos ninhos. Os chupins puseram então os seus ovos nos novos ninhos 85% das vezes.
Os jovens chupins não são expostos a informações visuais e auditivas típicas da espécie como as outras aves. Apesar disso, são capazes de desenvolver comportamentos de canto, sociais e de reprodução típicos da espécie. Os cérebros dos chupins estão programados para responder às vocalizações de outros chupins, permitindo que os jovens encontrem e se juntem a bandos da sua própria espécie. Estas vocalizações são consistentes em todas as populações de chupins e servem como uma espécie de palavra-passe de reconhecimento da espécie. Se um jovem chupim não for exposto a estas vocalizações de "palavra-passe" até uma certa idade, irá, por engano, imprimir a espécie hospedeira.

### Comportamento masculino e sucesso reprodutivo
Os comportamentos sociais dos machos de chupim incluem lutas de canto agressivas e competitivas com outros machos, bem como a ligação de pares e a monogamia com as fêmeas.
Ao manipular a demografia para que os jovens só tivessem acesso às fêmeas, os machos juvenis desenvolveram um comportamento social atípico. Não se envolveram nas típicas sessões de canto social com outros machos, não formaram pares com as fêmeas e foram promíscuos. Este facto demonstra que existe uma grande flexibilidade no comportamento dos chupins e que o ambiente social é extremamente importante na estruturação do seu comportamento. Os machos adultos alojados com machos jovens demonstraram ter maior sucesso reprodutivo em comparação com os machos adultos alojados com outros machos adultos. O facto de estarem alojados com machos jovens aperfeiçoou as capacidades reprodutivas dos machos adultos, proporcionando-lhes um ambiente social mais complexo.
Esta descoberta foi ainda estudada comparando os comportamentos e o sucesso reprodutivo de machos expostos a um bando dinâmico, constituído por indivíduos variáveis, com machos expostos a um grupo estático de indivíduos. Os indivíduos que permaneceram no mesmo grupo (isto é, bando estático) tiveram uma relação estável e previsível entre o comportamento social e o sucesso reprodutivo.
Os machos que cantavam frequentemente para as fêmeas tiveram o maior sucesso reprodutivo. Os machos adultos que foram expostos a uma lista rotativa de novos indivíduos (isto é, bando dinâmico) tiveram uma relação imprevisível entre variáveis sociais e sucesso reprodutivo. Estes machos foram capazes de copular usando uma variedade muito maior de estratégias sociais.
Os machos que viviam em bandos estáticos tinham altos níveis de consistência em seus comportamentos e sucesso reprodutivo ao longo de vários anos, enquanto os machos em bandos dinâmicos experimentaram níveis variáveis de dominância com outros machos, níveis diferentes de canto para as fêmeas e níveis diferentes de sucesso reprodutivo.

## Relacionamento com humanos
Com a expansão da sua área de distribuição e o seu comportamento parasitário, o chupim-mulato é frequentemente considerado uma praga. Por vezes, as pessoas lançam-se em programas de controlo de aves de capoeira, com a intenção de proteger as espécies afectadas negativamente pelo parasitismo das crias das aves de capoeira.
Um estudo de ninhos de víreo-de-coroa-cinzenta salientou uma potencial limitação destes programas de controlo, demonstrando que a remoção dos chupins de um local pode criar uma consequência não intencional de aumentar a produtividade dos chupins nesse local, porque com menos chupins, menos ninhos parasitados são abandonados, resultando num maior sucesso dos ninhos para os chupins.